# Laura Samsom-Rous
Laura Samsom-Rous (Cimahi, 9 oktober 1939 – Amsterdam, 27 november 2024) was een Nederlandse fotografe, bekend om haar indringende portretten en sociaal geëngageerde projecten. Haar werk kenmerkte zich door een combinatie van documentaire precisie en artistieke expressie. 
Tijdens de Tweede Wereldoorlog verbleef Laura in een Japans interneringskamp op Java. Haar vader stierf in 1944 als krijgsgevangene op de Junyo Maru, een Japans schip dat werd getorpedeerd door de Britten. In 1946 verhuisde ze met haar familie naar Nederland. 
Samsom kwam al in de jaren zestig in aanraking met fotografie via haar werk als fotomodel en mannequin. Ze werkte als model voor Nederlandse fotografen zoals Paul Huf en Hans Dukkers. 
In 1967 volgde ze een schriftelijke fotografiecursus en studeerde culturele antropologie aan de Universiteit van Amsterdam. Ze beëindigde haar studie voortijdig om samen met fotograaf Hans Samsom, met wie ze in 1971 trouwde, te werken aan fotografische projecten.
Samsom-Rous werd in de beginperiode beïnvloed door Richard Avedon en Diane Arbus. Zelf gaf ze aan dat vooral het vroege werk van Paul den Hollander voor haar een voorbeeld was. Ze ontwikkelde een eigen fotografische stijl, gekenmerkt door een focus op het alledaagse en een diepgaande interesse in menselijke relaties. Haar werk omvat portretten, landschappen en stillevens. Ze geloofde dat alles de moeite waard was om gefotografeerd te worden en dat zelfs de kleinste aspecten van de dagelijkse realiteit magie konden bevatten. Ze had een scherp oog voor visuele absurditeit, wat haar foto's soms een surrealistisch karakter geeft. Veel van haar beelden bevatten een subtiele vervreemding die de toeschouwer op het verkeerde been zet. Deze spanning draagt bij aan de dreigende atmosfeer die in haar werk voelbaar kan zijn. Haar grote verdienste is dat zij het wezenlijke kenmerk van fotografie — de spanning tussen realiteit en fictie — tot uitgangspunt van haar oeuvre heeft gemaakt, waardoor haar werk op uiteenlopende betekenisniveaus kan worden bekeken.
Samsom-Rous exposeerde haar werk op diverse nationale en internationale tentoonstellingen, zoals in Amsterdam, Parijs en New York. Tussen 1991 en 1994 gaf ze les aan de Hogeschool voor de Kunsten Utrecht en was zij tevens  gastdocent aan de afdeling Fotografie van de Koninklijke Academie van Beeldende Kunsten in Den Haag.
Haar werk werd opgenomen in collecties van onder andere het Rijksmuseum, het Stedelijk Museum Amsterdam en het Nederlands Fotomuseum.

## Onderscheidingen
Samson-Rous ontving meerdere onderscheidingen:
- 1984 - Eerste prijs bij de Rencontres de la photographie d'Arles
- 1985 - Capi-Lux Alblas Prijs
- 1987 - Eerste prijs voor multiscreen projectie Mirrors of Life (samen met Hans Samsom). SAM (Stichting Audiovisuele Manifestaties)
- 1988 - Trophée de la Qualité voor de KLM-kalender. Onderscheiding ingesteld door de papierfabriek Arjomari-Prioux

- Digitale Bibliotheek voor de Nederlandse Letteren: sams014
- Gemeinsame Normdatei: 174265425
- International Standard Name Identifier: 0000 0000 7991 9036
- Library of Congress Control Number: n82117874
- Nationale Bibliotheek van Israël: 987007450938705171
- Nederlandse Thesaurus van Auteursnamen: 069677387
- PIC: 273544
- RKD-Nederlands Instituut voor Kunstgeschiedenis: 69513
- Système universitaire de documentation: 076921271
- Union List of Artist Names: 500747535
- Virtual International Authority File: 39930036
- WorldCat: E39PBJmp8BK8vDgRMYvDWHjKVC